# Bernd – Operation Germanenkind
Bernd – Operation Germanenkind ist eine deutsche Filmkomödie von Cornelius Schwalm aus dem Jahr 2025.

## Handlung
Bernd ist ein Junge mit besonderen Bedürfnissen, dennoch wird er von Georg in eine Theatergruppe aufgenommen. So beginnt der Film mit einer Szene im Wald, wo Bernd Menschen in Tierkostümen begegnet. Seine Eltern halten ihn für verrückt und wenden sich deshalb an den in weiß gekleideten Dr. Hagemann, der eine germanische Kur vorschlägt, um aus Bernd einen guten deutschen Jungen zu machen. Als der Vater allerdings keinen Ton herausbringt, bricht unter den Schauspielern ein Tumult aus und der Vater Alexander beleidigt Bernd. Nach einem Krisengespräch muss er sich bei Bernd entschuldigen, der ihn vor versammelter Mannschaft vorführt.
Nachdem sich alle wieder beruhigt haben, geht es mit einem pinken Reisebus nach Peenemünde, um die letzten Vorbereitungen für die Premiere zu treffen. Im Bus liest Jörg im Indigo Ratgeber und Bernd sieht in einer Einfahrt einen dunkelhäutigen Mann in Wehrmachtsuniform. Am Ostseestrand rennt Bernd ins Meer und ertrinkt beinahe. Die Gruppe kann nur mühsam ihren Zorn auf Bernd vergeben, vergewissert sich aber gegenseitig ihrer inklusiven Haltung. Anschließend besucht die Gruppe das Historisch-Technische Museum Peenemünde, auf dem in der NS-Zeit an V2-Raketen geforscht wurde. Dort schaut sich Bernd einen NS-Propagandafilm an und wirkt danach verändert.
Während der Proben taucht der Soldat erneut auf und zeigt ihr im Keller ein Ölgemälde mit einem schreienden Mädchen, das er als Ute vorstellt. Bei den Proben lässt Georg Tanja immer leicht bekleideter auftreten, was ihn sichtlich erregt. Abends sieht man, wie der nackte Jörg ein Ritual des Indigo-Kultes ausführt. Am nächsten Morgen bekennt sich auch Bernd ihm gegenüber als Indigo. Als sich Bernd am Abend davonschleicht, bringt ihn der Soldat zum Strand, wo sie auf Ute treffen. Dort konvertieren sie einen jungen Mann im Anzug, der Bernd auf seinem Rücken reiten lässt. Der Soldat nennt ihn einen Schläfer.
Zurück in der Turbinenhalle von Peenemünde läuft die Generalprobe, nach der Bernd den Soldaten in ein Dorf in den Hügeln begleitet. Die Menschen dort tragen Kleidung des frühen 20. Jahrhunderts und wirken glücklich. Als Bern erscheint, beginnen sie um ihn herum einen Reigen zu tanzen. Am nächsten Morgen macht sich Georg an Tanja heran und die beiden haben stürmischen Sex. Währenddessen marschiert Bernd in SS-Uniform in das Ortszentrum, wo er mit Megafon eine Rede mit völkischen Parolen hält. Zwar wird er ignoriert, doch die Gruppe bringt ihn zurück in die Unterkunft. Dort ziehen sie ihm die Kleider von Leib, bis Georg Bernd für seine Parolen ohrfeigt. Daraufhin beginnen auch die anderen Mitglieder auf ihn einzuschlagen und ihn am Boden zu treten.
Am nächsten Tag wird Bernd von der empörten Betreuerin abgeholt, doch der Soldat fängt Bernd im Wald ab. Am Flughafen erscheinen die Stars Konrad und Sylke und auch Bernd ist wieder da. Am Abend beginnt feierlich das Theaterstück Operation Germanenkind. Gegen Ende wird Bernd von seinen mittlerweile uniformierten Eltern beleidigt. Doch Bernd beginnt eine flammende völkische Rede zu halten. Gleichzeitig steht der Soldat auf einem Flachdach und schwenkt Signalfackeln, um die Schläfer in der Nähe zu aktivieren. Bernd beendete seine Rede mit den Worten „Nun Volk steh auf und Sturm brich los“ und erschlägt Georg mit einer Axt. Zunächst applaudiert das Publikum noch und glaubt an eine Inszenierung. Doch als Panik ausbricht, stürmen die bewaffneten Schläfer die Halle und richten ein Blutbad an. Zuletzt steht Bernd auf dem Hallendach und hält eine stürmische Rede.

## Produktion
Der Independentfilm wurde von dem in Rostock ansässigen Produktionsunternehmen Von Anfang Anders produziert. Er feierte seine Premiere beim Filmfest München am 1. Juli 2025 Premiere und wird in der Reihe Neues Deutsches Kino gezeigt.

## Auszeichnungen
- 2025: Filmfest-München-Nominierung für die Förderpreise im Wettbewerb Neues Deutsches Kino